# Bibliothèque de l'institut de recherche en sciences humaines
 (juin 2013).
Si vous disposez d'ouvrages ou d'articles de référence ou si vous connaissez des sites web de qualité traitant du thème abordé ici, merci de compléter l'article en donnant les références utiles à sa vérifiabilité et en les liant à la section « Notes et références ».
Mise en place en 1944 au moment de  la création du Centre de l’Institut Fondamental de l’Afrique Noire (IFAN), cette bibliothèque relevant désormais de l’Institut de Recherches en Sciences Humaines, est incontestablement  la référence en matière de recherche en sciences humaines et en sciences sociales.
Cependant, en 1964 de Bibliothèque du  Centre IFAN, elle devint Bibliothèque du Centre National de Recherche en Sciences Humaines (CNRS). 
À cette époque, elle était gérée par Madame Suzanne Bernus et son fonds documentaire était estimé à environ 2500 ouvrages et 50 abonnements de périodiques. Actuellement, ce fonds documentaire dispose de plus de 30000 volumes et  de 250 titres de périodiques.
En 1974, avec l’intégration du Centre National de Recherches en sciences Humaines CNRSH à l’université, elle devint Service de la Documentation de l’Institut de Recherches en Sciences Humaines (IRSH). par décret no 74-108/PCMS/MEN/JS du 28 mai 1974.

## Présentation
La bibliothèque est gérée par une spécialiste de l'information documentaire, titulaire d'un Master 2 en Ingénierie documentaire. elle est assistée de deux aides-bibliothécaires.
Le fonds documentaire du service de la documentation est estimé à environ 33 000 volumes et de 250 titres de périodiques[réf. nécessaire], constitué de monographies, de périodiques, de thèses et mémoires, de brochures, de rapports et études, des usuels… très riche en ouvrages spécialisés dans les domaines de l’histoire, de l’ethnologie, de la géographie, de l’archéologie sur le Niger, l’Afrique et dans le reste du monde.
Grâce à la production et à l’édition des publications « Études Nigériennes et Mu Kara sani », la bibliothèque de l’IRSH est une bibliothèque de référence jouant le rôle de bibliothèque nationale du Niger[réf. nécessaire] pour trois raisons :
- Toutes les productions sur le Niger font l’objet de consultations régulières sur le plan national et international.
- Elle assure les fonctions de collecte et de conservation du patrimoine documentaire national du Niger.

## Missions
- Collecter, organiser, traiter et diffuser auprès des chercheurs et étudiants les ouvrages indispensables pour leur recherche ;
- Publier les travaux de recherche des chercheurs de l’Institut ;
- Éditer et vendre les publications des chercheurs publiées dans les collections « Études Nigériennes » et « Mukara sani » ;
- Fournir à priori aux chercheurs de l’IRSH de la documentation utile pour leur recherche ;
- Échanger les publications avec d’autres centres et institutions documentaires nigériens et étrangers[3].